# Râul Sărățel, Râmnicul Sărat
Râul Sărățel este un curs de apă, afluent al Râmnicului Sărat. Se formează la confluența a două brațe Furu și Monteoru

## Hărți
- Ovidiu Gabor - Economic Mechanism in Water Management  Arhivat în 5 martie 2009, la Wayback Machine.